# 塞提捕蟲堇
塞提捕蟲堇（Pinguicula 'Sethos'）（親本：Pinguicula ehlersiae x Pinguicula moranensis）墨西哥捕蟲堇的栽培品種之一，是由愛勒氏捕蟲堇與墨蘭捕蟲堇的雜交種再進一步培育而得。描述指出本種具有大型的花朵且中心為淺白色的星狀。通常花朵略帶紫色，冬季休眠時會呈現縮小的肉質化葉片。由於栽培上較為容易，而且顏色和外觀型態十分多變，因此也是目前許多愛好者廣泛種植的食肉植物。

## 參照
1. ↑  . 葉子.   [2008-04-10].
2. ↑  . 捕蟲堇的雜交種與栽培種.   [2008-04-10]. （原始内容存档于2020-06-07）.
3. ↑  . 塔內植物園食蟲植物版.   [2008-04-10].[永久]

## 外部連結
- （中文） 如何種捕蟲菫
- （中文） P. 'Sethos'──塔內植物園食蟲植物版[永久] 生長期型態
- （英文） Pinguicula potosiensis and P. 'Sethos' photos 關於塞提捕蟲堇和其它捕蟲堇的分辨討論